# Neuromodelação
Neuromodulação (português brasileiro) ou Neuromodelação (português europeu) é um processo que influencia a sinapse neuronal para deixando-a mais rápida e eficiente. Esse efeito é realizado pelos neuromoduladores (português brasileiro) ou neuromodeladores (português europeu), que são substâncias liberadas nas fendas pré-sinápticas e que atuam em receptores pós-sinápticos, porém gerando efeitos mais lentos e discretos do que aqueles gerados pelos neurotransmissores.

## Ação
Os neuromoduladores ligam-se a receptores pós-sinápticos e geram uma cascata de reações enzimáticas diversas na célula, que tem efeitos a longo prazo e de amplo espectro. Os efeitos da neuromodulação podem causar modificações no metabolismo do neurônio, influenciando o processo sináptico gerado pelos neurotransmissores.

## Tipos de neuromoduladores
A variedade de tipos químicos e de ação funcional dos neuromoduladores é grande. Existem substâncias de alto peso molecular (como os neuropeptídeos) e de baixo peso molecular (como os gases NO e CO). Observe a tabela.
| Peptídeos                                                            | Lipídeos                                                    | Gases                    |
| -------------------------------------------------------------------- | ----------------------------------------------------------- | ------------------------ |
| Gastrinas: gastrina, colecistocinina                                 | Endocanabinioides: anandamida, 2-araquidonoilglicerol (2AG) | Óxido Nítrico (NO)       |
| Hormônios da neuro-hipófise: vasopressina, ocitocina                 |                                                             | Monóxido de Carbono (CO) |
| Insulinas                                                            |                                                             |                          |
| Opioides: encefalinas, endorfinas, dinorfinas, nociceptina           |                                                             |                          |
| Secretinas: secretina, glucagon, peptídeo intestinal vasoativo (VIP) |                                                             |                          |
| Somatostatinas                                                       |                                                             |                          |
| Taquicininas: substância (SP), substância K (SK)                     |                                                             |                          |